# On the Floor
On the Floor – piosenka dance-popowa stworzona na siódmy album studyjny amerykańskiej piosenkarki Jennifer Lopez pt. Love? (2011). Wyprodukowany przez RedOne’a oraz nagrany z gościnnym udziałem rapera Pitbulla, utwór wydany został jako drugi singel promujący krążek 18 lutego 2011 roku. W utworze pojawiają się fragmenty wydanego w 1989 singla „Lambada” wykonanego przez grupę muzyczną Kaoma.

## Informacje o utworze
„On the Floor” to energiczna, electro-/dance-popowa kompozycja, czerpiąca ze stylistyki muzyki house. Posiada elementy rapu (początkowe wstawki raperskie Pitbulla oraz krótka zwrotka w jego wykonaniu) oraz sampluje singel „Lambada” latynoskiej grupy muzycznej Kaoma. Autorami utworu są producent muzyczny RedOne, Pitbull oraz zastęp innych kompozytorów: Bilal Hajji, Kinda Hamid, Gonzalo Hermosa, Ulises Hermosa, Geraldo Sandell i Achraf Janussi. „On the Floor” stanowi drugi utwór (po „Fresh Out the Oven”) nagrany wspólnie przez Jennifer Lopez i Pitbulla.
Dziennikarze muzyczni porównali „On the Floor” do przeboju Jennifer Lopez z 1999, „Waiting for Tonight”. Redaktorzy czasopisma Idolator zauważyli, iż oba utwory łączą w sobie charakterystyczne „latynoskie brzmienia z mocnym klubowym bitem”.
Utwór stał się niezwykle popularny, w czternastu krajach świata był nr 1.

## Wydanie singla
Utwór wyciekł do Internetu w styczniu 2011.
Pomimo że oficjalna premiera airplayowa singla w Stanach Zjednoczonych przypadła na dzień 8 lutego 2011, już 18 stycznia tego roku piosenkę wyemitowała internetowa radiostacja AOL Radio Blog. Światowa premiera fizyczna „On the Floor” (w formie digital download) przypadła na 18 lutego 2011, zaś amerykańska – cztery dni później, na 22 lutego.
Singel został światowym przebojem, zdobywając miejsca #1 w licznych notowaniach, w tym UK Singles Chart czy ARIA Top 100 Singles Chart. Zajął trzecią pozycję na liście Billboard Hot 100, stając się najbardziej sukcesywnym singlem Jennifer Lopez w Stanach Zjednoczonych.

## Teledysk
Wideoklip reżyserowany był przez Taja Stansberry’ego w dniach 22–23 stycznia 2011, jego premiera przypadła na 3 marca tego roku. W teledysku Lopez tańczy w prestiżowym klubie nocnym. Choreografię do klipu stworzył Frank Gatson.

## Listy utworów i formaty singla
Ogólnoświatowy digital download
1. „On the Floor” feat. Pitbull – 3:50

Ogólnoświatowy digital download złożony z remiksów
1. „On the Floor” (CCW Radio Mix) – 3:44
2. „On the Floor” (Low Sunday Radio Edit) – 3:51
3. „On the Floor” (Ralphi’s Jurty Radio Edit) – 3:57
4. „On the Floor” (Mixin Marc & Tony Svejda La to Ibiza Radio Edit) – 3:16
5. „On the Floor” (CCW Club Mix) – 6:26
6. „On the Floor” (Low Sunday Club) – 6:22
7. „On the Floor” (Ralphi’s Jurty Club Vox) – 8:43
8. „On the Floor” (Mixin Marc & Tony Svejda La to Ibiza Mix) – 6:40
9. „On the Floor” (CCW Dub Mix) – 6:07
10. „On the Floor” (Low Sunday Dub) – 6:37
11. „On the Floor” (Ralphi’s Jurty Dub) – 8:43
12. „On the Floor” (Mixin Marc & Tony Svejda La to Ibiza Dub) – 5:36

## Pozycje na listach przebojów
| Kraj                      | Notowanie (2011)              | Wydawca                 | Najwyższa pozycja |
| ------------------------- | ----------------------------- | ----------------------- | ----------------- |
| Australia                 | Top 50 Singles                | ARIA Charts             | 1                 |
| Austria                   | Ö3 Austria Top 40             | Hitradio Ö3             | 1                 |
| Belgia ( Flandria)        | Ultratop 50                   | Ultratop                | 1                 |
| Belgia ( Region Waloński) | Ultratop 50                   | Ultratop                | 1                 |
| Brazylia                  | Billboard Brasil Hot 100      | Billboard               | 1                 |
| Brazylia                  | Hot Pop Songs                 | Billboard               | 1                 |
| Chorwacja                 | ARC                           | HRT                     | 2                 |
| Czechy                    | Rádio – Top 100               | IFPI                    | 1                 |
| Dania                     | Track Top-40                  | IFPI                    | 3                 |
| Unia Europejska           | Euro Digital Songs            | Billboard               | 1                 |
| Finlandia                 | Suomen virallinen lista       | Musiikkituottajat       | 1                 |
| Francja                   | Top 100 Singles               | SNEP                    | 1                 |
| Grecja                    | Billboard Greek Airplay       | IFPI Greece             | 1                 |
| Hiszpania                 | Canciones Top 50              | PROMUSICAE              | 1                 |
| Holandia                  | Dutch Top 40                  | MegaCharts              | 7                 |
| Holandia                  | Single Top 100                | MegaCharts              | 4                 |
| Irlandia                  | Top 50 Singles                | IRMA                    | 1                 |
| Izrael                    | Top 20 Singles                | Media Forest            | 1                 |
| Japonia                   | Japan Hot 100                 | Billboard               | 10                |
| Kanada                    | Canadian Hot 100              | Billboard               | 1                 |
| Kanada                    | CHR/Top 40 Airplay            | Billboard               | 2                 |
| Kanada                    | Hot AC Airplay                | Billboard               | 2                 |
| Luksemburg                | Luxembourg Digital Songs      | Billboard               | 1                 |
| Meksyk                    | Mexican Airplay               | Billboard               | 1                 |
| Meksyk                    | Mexico Top Inglés             | monitorLATINO           | 1                 |
| Niemcy                    | Top 100 Singles               | GfK Entertainment       | 1                 |
| Norwegia                  | VG-lista                      | VG                      | 1                 |
| Nowa Zelandia             | Recorded Music NZ             | RIANZ                   | 2                 |
| Polska                    | AirPlay – Top 5               | ZPAV                    | 2                 |
| Polska                    | Top – Dyskoteki               | ZPAV                    | 1                 |
| Portugalia                | Portugal Digital Songs        | Billboard               | 1                 |
| Rumunia                   | Romanian Top 100              | Media Forest            | 1                 |
| Rumunia                   | Romania TV Airplay            | Media Forest            | 1                 |
| Rosja                     | Russia Radio Airplay          | Tophit                  | 2                 |
| Słowacja                  | Rádio Top 100                 | IFPI                    | 1                 |
| Szkocja                   | Singles Chart Top 100         | Official Charts Company | 1                 |
| Szwajcaria                | Top 100 Singles               | Schweizer Hitparade     | 1                 |
| Szwecja                   | Singles Top 100               | Sverigetopplistan       | 1                 |
| Stany Zjednoczone         | Billboard Hot 100             | Billboard               | 3                 |
| Stany Zjednoczone         | Adult Top 40                  | Billboard               | 24                |
| Stany Zjednoczone         | Hot Dance Club Songs          | Billboard               | 1                 |
| Stany Zjednoczone         | Hot Latin Songs               | Billboard               | 8                 |
| Stany Zjednoczone         | Rhythmic Airplay              | Billboard               | 10                |
| Stany Zjednoczone         | Tropical Airplay              | Billboard               | 5                 |
| Stany Zjednoczone         | Top 40 Mainstream (Pop Songs) | Billboard               | 5                 |
| Ukraina                   | Ukraine Radio Airplay         | Tophit                  | 5                 |
| Węgry                     | Dance Top 40                  | Mahasz                  | 4                 |
| Węgry                     | Rádiós Top 40                 | Mahasz                  | 10                |
| Wielka Brytania           | UK Singles Chart              | Official Charts Company | 1                 |
| Wielka Brytania           | UK R&B Singles                | Official Charts Company | 1                 |
| Włochy                    | Top Digital Download Singles  | FIMI                    | 1                 |
| WNP                       | Top Radio Hits                | Tophit                  | 2                 |

## Historia wydania
| Region            | Data           | Format           | Wytwórnia                       |
| ----------------- | -------------- | ---------------- | ------------------------------- |
| Stany Zjednoczone | 8 lutego 2011  | airplay          | Island Records, Def Jam Records |
| Australia         | 18 lutego 2011 | digital download | Island Def Jam Music            |
| Irlandia          | 18 lutego 2011 | digital download | Universal Music                 |
| Francja           | 22 lutego 2011 | digital download | Universal Music                 |
| Niemcy            | 22 lutego 2011 | digital download | Universal Music                 |
| Stany Zjednoczone | 22 lutego 2011 | digital download | Island Records, Def Jam Records |
| Niemcy            | 11 marca 2011  | singel CD        | Universal Music                 |
| Wielka Brytania   | 27 marca 2011  | digital download | Mercury Records                 |